# Egidio di Anagnia
Egidio di Anagnia, ou Egidio Pierleoni  (né à Anagni en Latium, Italie, et mort peu après le 11 octobre 1194) est un cardinal italien  du XIIe siècle.

## Biographie
Le pape Clément III le crée cardinal lors du consistoire du septembre 1190. Il est le vice-chancelier de la Sainte Église romaine en 1191-1194.